# Козики-Майдан
Козики-Майдан (пол. Koziki-Majdan) — село в Польщі, у гміні Острув-Мазовецька Островського повіту Мазовецького воєводства.
Населення — 144 особи (2011).
У 1975-1998 роках село належало до Остроленцького воєводства.

## Демографія
Демографічна структура станом на 31 березня 2011 року:
|          | Загалом | Допрацездатний вік | Працездатний вік | Постпрацездатний вік |
| -------- | ------- | ------------------ | ---------------- | -------------------- |
| Чоловіки | 68      | 20                 | 43               | 5                    |
| Жінки    | 76      | 25                 | 36               | 15                   |
| Разом    | 144     | 45                 | 79               | 20                   |